# Laurent Malet
Laurent Malet (* 3. September 1955 in Bayonne) ist ein französischer Schauspieler.

## Leben
Laurent Malet ist der Zwillingsbruder des Schauspielers Pierre Malet und Halbbruder des Schauspielers Olivier Guespin. Sein Bühnendebüt gab Malet als 19-Jähriger 1975 in Lyon am Théâtre des Célestins in Der trojanische Krieg findet nicht statt. An der Seite von Claude Jade als Helena spielte er deren jungen Geliebten Trollius. Drei Jahre später wurde er international bekannt mit Claude Chabrols Film Blutsverwandte (1978), in dem er neben Donald Sutherland und Stéphane Audran den jungen Andrew spielte. Gilles Béhat gab ihm im selben Jahr die Hauptrolle im Kriegsdrama Haro. Es folgten Joseph Loseys Straßen nach Süden und sein Part als Lino Venturas Sohn in Ein Mann in Wut. Zu seinen schillerndsten Rollen gehörte in jener Zeit der Roger Bataille in Rainer Werner Fassbinders Querelle (1982) nach dem Roman von Jean Genet.
Er spielte in den 1980er Jahren unter weiteren renommierten Filmemachern wie Andrzej Wajda (Die Dämonen), Jean-Pierre Mocky (Tod dem Schiedsrichter), Jacques Demy (Parking), Gilles Béhat (Charlie Dingo – Der Gestrandete) und Claude Lelouch (Viva la Vie – Es lebe das Leben). Nach 2000 spielte Laurent Malet mehrmals bei Raoul Ruiz (Ce jour-là, La Maison Nucingen).

## Filmografie (Auswahl)
- 1976: Wie ein Bumerang (Comme un boomerang)
- 1978: Blutsverwandte (Les liens de sang)
- 1978: Straßen nach Süden (Les routes du sud)
- 1979: Ein Mann in Wut (L‘homme en colère)
- 1980: Die Anwälte des Teufels (Les avocats du diable)
- 1982: Nina (Invitation au voyage)
- 1982: Querelle
- 1984: Tod dem Schiedsrichter (À mort l‘arbitre)
- 1984: Viva la vie – Es lebe das Leben (Viva la vie)
- 1986: Gesetz des Terrors (Sword of Gideon)
- 1987: Charlie Dingo – Der Gestrandete (Charlie Dingo)
- 1988: Die Dämonen (Les possédés)
- 1992: Im ersten Kreis der Hölle
- 2004: Die Liebenden von Cayenne (Les amants du Bagne)